# António Maria da Silva
António Maria da Silva (Lisbona, 26 maggio 1872 – Lisbona, 14 ottobre 1950) è stato un politico portoghese, Primo ministro per quattro volte.

## Biografia
Fu Primo Ministro dal 26 giugno al 19 luglio 1920, 26 febbraio 1922 al 15 novembre 1923, dal 1º luglio al 1º agosto 1925 e dal 17 dicembre 1925 al 30 maggio 1926, quando diede le dimissioni in seguito al colpo di stato del 28 maggio, guidato dal Generale Manuel Gomes da Costa che pose fine alla prima repubblica portoghese.
Massone, fu membro del Grande Oriente Lusitano.